# Lena Gerke
Lena Gercke (Marburg, 29 februari 1988) is een Duits model en presentatrice.
In 2006 wint zij de eerste editie van Germany's Next Topmodel. In 2015 presenteert zij de ProSieben-spelshow Prankenstein. Sinds 2015 presenteert ze samen met Thore Schölermann The Voice of Germany, hoewel ze wegens zwangerschap in seizoen 2020 korte tijd vervangen werd.

## Privé
Gercke had tot 2009 een relatie met de Britse zanger Jay Khan, en woonde met hem in Berlijn. Tussen 2011 en 2015 had ze een relatie met de voetballer Sami Khedira, met wie ze in Madrid samenwoonde. In de zomer van 2020 beviel ze van een dochter.